# Girl in the Movies
Girl in the Movies ist ein Song von Dolly Parton für den Film Dumplin’.

## Entstehung

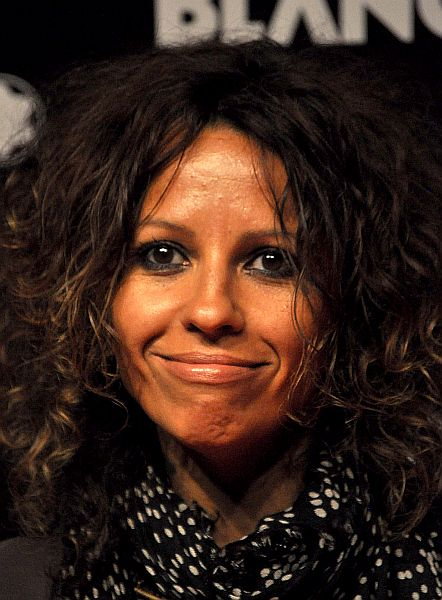
Dolly Parton schrieb Girl in the Movies gemeinsam mit Linda Perry (Bild)

Girl in the Movies wurde von Dolly Parton für den Film Dumplin’ gesungen und gemeinsam mit Linda Perry geschrieben. Die US-amerikanische Singer-Songwriterin, Musikerin und Plattenproduzentin wurde als Leadsängerin und Texterin der 4 Non Blondes bekannt. Girl in the Movies ist der Theme-Song des Films und ist auch auf dem Soundtrack-Album enthalten. Der Netflix-Film Dumplin’, der in den USA erstmals am 7. Dezember 2018 ausgestrahlt wurde, basiert auf einem Roman von Julie Murphy und handelt von einer etwas übergewichtig geratenen Tochter einer Schönheitskönigin. Das mit dem wenig vorteilhaften Kosenamen Dumplin’, was so viel wie Kloß bedeutet, bedachte Mädchen verfolgt dennoch seine Träume und wagt den Schritt auf den Laufsteg.

## Liedtext
Girl in the Movies ist eine verträumte Ballade eines jungen Mädchens. „Ich will glänzen, ich will frei sein, wie die Mädchen im Film“, singt Dolly Parton.

## Veröffentlichung
Der Song wurde am 2. November 2018 veröffentlicht, ein zugehöriges Musikvideo am 19. November 2018 bei Vevo. Der Dumplin’ Original Motion Picture Soundtrack wurde am 30. November 2018 veröffentlicht.

## Charts
Der Soundtrack selbst stieg Anfang Dezember 2018 auf Platz 8 in die Soundtrack Album Charts im Vereinigten Königreich und in der Folgewoche auf Platz 7 in die Soundtrack Album Charts in den USA ein.

## Auszeichnungen
Bei der Oscarverleihung 2019 befand sich Girl in the Movies in einer Shortlist in der Kategorie Bester Song. Im Folgenden weitere Auszeichnungen und Nominierungen:
Critics’ Choice Movie Awards 2019
- Nominierung als Bester Song[7]

Golden Globe Awards 2019
- Nominierung als Bester Filmsong

Grammy Awards 2020
- Nominierung als Best Song Written For Visual Media (Dolly Parton und Linda Perry)[8]